# Hainrode/Hainleite
Hainrode/Hainleite è una frazione della città tedesca di Bleicherode.

## Storia
Il 1º gennaio 2019 il comune di Hainrode/Hainleite venne soppresso e aggregato alla città di Bleicherode.